# Bursztyn (kolor)
Kolor bursztynowy (używana niekiedy również ang. nazwa amber) jest odcieniem żółtopomarańczowym, najczęściej spotykaną barwą wśród bursztynów (kopalin). Angielska nazwa tej barwy pochodzi również od angielskiej nazwy samego bursztynu.
Taki sam odcień świecenia miewają też niektóre monitory monochromatyczne, a także światła sygnalizacyjne na drogach.
W przestrzeni barw HSL kolor ten definiowany jest jako (45°, 100%, 100%) lub (30°, 100%, 100%).